# A Woman of Paris

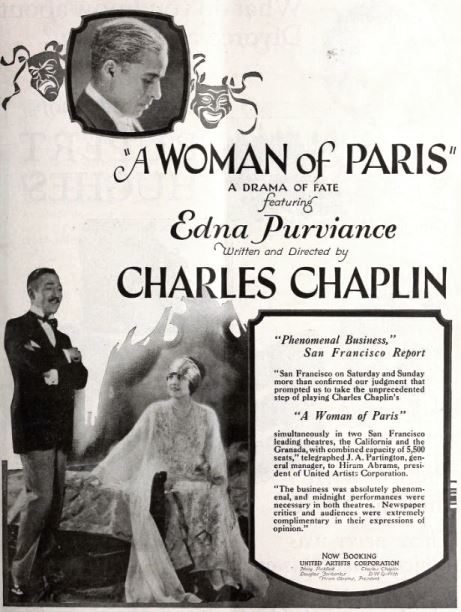
Anunci de la pel·lícula publicat el 15 de desembre de 1923 en la revista Exhibitors Trade Review.

A Woman of Paris, també titulada com “A Woman of Paris: A Drama of Fate”, és una pel·lícula muda dirigida per Charles Chaplin, i interpretada per Edna Purviance i Adolphe Menjou, entre d'altres. Fou estrenada el 26 de setembre de 1923. Va ser la primera pel·lícula que va dirigir Chaplin per a la recentment creada United Artists, i la seva primera en que no va actuar.

## Argument
Marie Saint Clair i Jean Millet són dos joves enamorats que volen deixar el petit poble francès on viuen i anar a París per casar-se. Després de trobar-se la nit abans de marxar, el padrastre de Marie es nega a deixar-la entrar i en anar tots dos a casa els pares de Jean, ells també es neguen a acollir-la. Jean acompanya Marie a l'estació i li diu que va a buscar les seves coses i marxaran tots dos. En arribar a casa descobreix que el seu pare acaba de morir. Quan pot truca a l'estació per explicar-li la situació i demanar-li de post-posar el viatge però ella ja agafat el tren creient-se abandonada.
Un any després, ella viu a París un vida de luxe com a amant del ric playboy Pierre Revel. Un dia és convidada a una festa al barri llatí però s'equivoca d'adreça i es troba amb Jean que ha anat amb la seva mare a París per estudiar art. Veient-lo necessitat, Marie li encarrega que li faci un retrat i li dona una targeta amb la seva adreça. En la primera sessió del retrat ella nota que Jean porta una banda negra a la màniga i li pregunta per què està de dol. Aleshores ell li explica que la nit que havien de marxar junts el seu pare va morir.
Marie i Jean recuperen el seu amor i ella es distància de Pierre. Ell no l'ha pintada amb el vestit elegant amb el qual posava sinó amb el senzill vestit que portava la nit que es van separar. Jean li demana de casar-se i ella accepta. En explicar-li a la seva mare, ella intenta dissuadir-lo i discuteixen. Marie arriba en el moment en què ell està intentant calmar-la fent-li creure que la proposta de matrimoni ha estat feta en un moment de debilitat i malgrat els intents de Jean de fer-li veure que el que ha sentit no és cert, ella torna amb Revel.
L'endemà al vespre, Jean segueix Marie fins a un restaurant on es troba amb Pierre Revel, allà els dos homes es discuteixen i Jean acaba expulsat. Jean decideix suïcidar-se amb una pistola a la sortida del restaurant. La policia porta el seu cos al seu apartament i la seva mare li agafa la pistola per anar a l'apartament de Marie però ella ha anat a l'estudi de Jean. Quan la mare retorna es troba Marie plorant sobre el cos del seu fill i les dues dones es reconcilien. Tornen al poble on obren un orfenat.
Un dia que Marie i una de les noies al seu càrrec van amb una tartana per la carretera els sobrepassen Pierre i un amic en automòbil. L'amic li demana si sap que se n'ha fet de Marie St. Clair i ell respon que no en sap res. Cada vehicle continua en direccions oposades. En un final alternatiu per a públic europeu, Marie tornava amb Pierre després del suïcidi.

## Repartiment
- Edna Purviance (Marie St. Clair)
- Adolphe Menjou (Pierre Revel)
- Carl Miller (Jean Millet)
- Lydia Knott (mare de Jean)
- Clarence Geldart (padrastre de Marie)
- Charles K. French (pare de Jean)
- Betty Morrissey (Fifi)
- Malvina Polo (Paulette)
- Karl Gutman (director d'orquestra)
- Harry Northrup[3]
- Charles Chaplin (porter de l'estació, no acreditat)
- A. Edward Sutherland  (cuiner, no acreditat)

## Producció
Després de la finalització de The Pilgrim, Chaplin es va plantejar rodar una pel·lícula sobre la vida de Napoleó però en aquell moment va conèixer Peggy Hopkins Joyce, cantant de jazz coneguda per les seves múltiples relacions romàntiques i pels seus divorcis. Peggy li va explicar nombroses anècdotes sobre la seva relació amb un conegut editor francès que el van inspirar per al guió d'aquesta pel·lícula.
El rodatge de la pel·lícula va començar a finals de novembre de 1922 amb el títol provisional de “Destiny”. Pel febrer de 1923 el títol havia canviat a “Public Opinion” i es va anunciar que Chaplin no hi participaria. A principis de juliol es va comentar que Chaplin havia canviat el títol pel de “Immortal Women” tot i que finalment, al mes següent ja es va anunciar el títol definitiu de “A Woman of Paris”.
El director tècnic i artístic va ser Arthur Stibolt, la cinematografia va anar a càrrec de Roland Totheroh i Jack Wilson i Harry D'Arrast i Jean Limur van assessorar Chaplin sobre el comportament i vestuari que havien de tenir els actors com a francesos. Les escenes d'exterior van ser filmades davant dels apartaments Ansonia situats entre W 6th Street i Lake Street a Los Angeles.
La pel·lícula té dos aspectes que la distingeixen dins de la seva filmografia. El primer és que per primer cop ell no apareix a la pel·lícula si exceptuem un breu cameo com a portamaletes a l'estació que no apareix als crèdits. L'altre és que a diferència de la seva producció fins aquell moment, es tracta d'una pel·lícula dramàtica.
Per al paper de Marie, Chaplin va triar Edna Purviance, amb qui havia mantingut una llarga relació que s'acabà bruscament quan ell es casà amb Mildred Harris. Intentava amb això alliberar-se d'aquesta relació rellançant la carrera d'Edna. La pel·lícula no va aconseguir que Edna arribés a ser vista com una actriu dramàtica. Ella va rodar dues pel·lícules més abans de retirar-se tot i que, en reconeixement de la seva contribució a la filmografia de Chaplin, ell la va mantenir en nòmina la resta de la seva vida. Per altra banda, la pel·lícula va suposar un èxit per a Adolphe Menjou que va esdevenir una estrella i li va donar el paper bàsic amb que va actuar durant els següents 37 anys.

## Acollida
La pel·lícula es va pre-estrenar a Los Angeles a principis de setembre de 1923 amb grans elogis per la feina de Chaplin com a guionista i realitzador. Segons el crític de Los Angeles Times, “Aquesta pel·lícula no obria un nou camí cinematogràfic sinó tot un bulevard”. L'estrena oficial va ser el 26 de setembre d'aquell any a Los Angeles. La crítica va ser uniformement positiva i descrivia la pel·lícula com “una obra mestra de la simplicitat i de la naturalitat” tot i que alguns crítics ja preveien que la reacció del públic, que esperava una nova “comèdia de Chaplin” podia ser diferent.
Chaplin era conscient d'això i es va intentar que el públic prengués consciència que anava a veure una pel·lícula de Chaplin que no protagonitzava. Així, en l'estrena, es van distribuir volants informant a la gent que feia cua que aquella pel·lícula seria diferent als treballs anteriors de Chaplin i que esperaven que el públic en gaudís. També, al començament del film, s'hi veia un rètol signat per Chaplin que deia que ell no hi apareixia.
Tot i això la pel·lícula va ser el primer fracàs comercial de Chaplin que la va retirar de l'exhibició i no va poder ser vista durant més de cinquanta anys. El 1976, un any abans de la seva mort, Chaplin la va reeditar amb una nova partitura que substituïa la partitura original de Louis F. Gottschalk.